# 제이미 정
제이미 정(Jamie Chung, 1983년 4월 10일 ~ )은 한국계 미국인 배우이다. 재미교포 2세로 1992년 MTV 리얼리티 쇼 《리얼 월드》로 데뷔했고, 드라마 《ER》, 《우리 생애 나날들》, 《CSI: 뉴욕》의 조역을 거쳐 《드래곤볼 에볼루션》, 《프리미엄 러쉬》, 《행오버 2》, 《써커 펀치》 등의 대형 영화에 출연하였다. 디즈니 애니메이션 《빅 히어로》에서는 '고고 토마고'의 성우를 맡았다. 할리우드의 패셔니스타로 알려져 있고 패션 전문 블로그도 운영중이다. 미국 '맥심'에서 뽑은 '세계에서 가장 섹시한 여성 100위' 안에 들기도 했다.

## 생애와 경력
한국계 미국인 2세로서 한국 이름은 정지린이다. 부모님은 전형적인 전후 베이비붐 세대로, 아버지는 6.25 전쟁 후 미국으로 이민 와서 식당을 경영했다. 제이미의 언급에 따르면 "열정적이면서도 자식을 위해 모든 걸 희생하는 전형적인 한국인"이다. 부모님은 제이미가 금융가가 되길 원했고 이를 따라 캘리포니아 대학교 리버사이드 경제학부에 입학했다. 대학 생활 중 2004년 MTV 오디션에 캐스팅되어 리얼리티 예능 《리얼 월드: 샌디에이고》에 출연하게 되었다. 대학 졸업 이후에는 배우가 되기 위해서 연기학원을 다니면서 "우리 생애 나날들", "CSI: 뉴욕", "ER" 등에 단역으로 출연했다.
그 후, 2008년 여름에는 ABC의 드라마 "Samurai Girl", 디즈니 채널의 "프린세스 구출 대작전", 2011년에 개봉한 영화 "써커 펀치" 등에 출연했다. 잭 스나이더 감독의 《써커 펀치》에서 제이미는 만능 파일럿 '앰버' 역을 맡았다. 스나이더 감독은 제이미가 '강함과 아름다움을 모두 표현할 수 있는 아시아 여배우'로 이야기했다. 한편 2013년에 개봉한 《에덴의 선택》에서는 매춘굴에 납치되어 탈출을 노리는 주인공 소녀 역을 맡아 이제까지와는 다른 섬세한 연기를 보여주었다. 이 작품은 한국계 미국인 김청이 겪은 실화를 바탕으로 했으며, 제이미는 이 영화로 시애틀 영화제에서 여우주연상을 수상했다.
2012년 가을부터는 드라마 "원스 어폰 어 타임"에 뮬란 역으로 준 레귤러 출연중이며, 2014년부터는 J. J. 에이브럼스가 제작하는 SF드라마 "Believe"에 레귤러 출연이 확정되었다.
2016년, 미국드라마 고담 (Gotham) 시즌3 에 발레리 베일 역으로 캐스팅되었다. 발레리 베일은 배트맨 시리즈에 등장하는 여기자 비키베일의 고모이다.

## 사생활

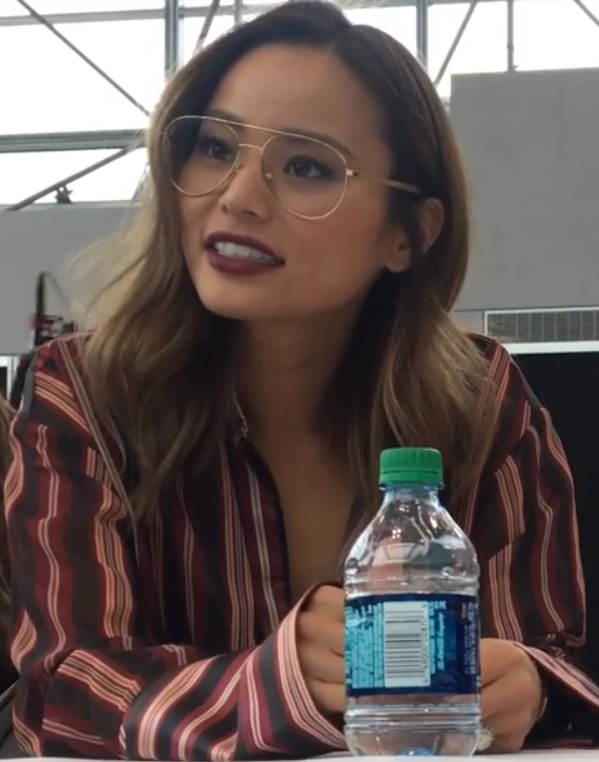
2017년 뉴욕 코믹콘에서.

인스타그램 100만 팔로워를 소유한 SNS 스타이며, 'Whatthechung'이라는 이름의 패션 전문 블로거이다. 어릴 때부터 재봉틀로 직접 옷을 만들었을 만큼 패션에 관심이 많았으나, 사업으로 확장하지는 않고 취미 생활로만 남기고 있다.
그녀는 부모님의 나라 대한민국에도 큰 관심을 가지고 있으며 대학 시절 교환학생이나 영화제, 패션행사 참석을 위해 몇 번이나 내한하였다. 한국 영화 중에서는 봉준호 감독의 영화들과 《아이 캔 스피크》, 《악녀》, 《죽여주는 여자》를 감명 깊게 본 작품으로 꼽았다. 그녀의 가정은 명절 때 한복을 입고 세배하고 만두를 빚는, 한국식 생활양식을 지속하고 있다.
2015년 동료 배우 브라이언 그린버그와 결혼하였다. 그는 유대인 가정에서 자랐는데 제이미가 나고 자란 한국 가정 문화와 비슷한 점이 많아 잘 통했다고 언급하였다. 두 사람은 영화 《홍콩은 언제나 내일》, 《내 루저 같은 친구들》에 함께 출연하기도 했다.
2021년 10월 24일, 그녀는 쌍둥이를 낳았다.

## 출연작 목록

### 영화
| 연도 | 제목                       | 원제                                | 배역              | 비고       |
| ---- | -------------------------- | ----------------------------------- | ----------------- | ---------- |
| 2007 | 척 앤 래리                 | I Now Pronounce You Chuck and Larry | 가슴 큰 여자      |            |
| 2009 | 드래곤볼 에볼루션          | Dragonball Evolution                | 치치              |            |
| 2009 | 여대생 기숙사              | Sorority Row                        | 클레리            |            |
| 2009 | 프린세스 구출 대작전       | Princess Protection Program         | 첼시 반스         | TV 영화    |
| 2009 | 버닝 팜스                  | Burning Palms                       | 프리처 그린       |            |
| 2010 | 다 큰 녀석들               | Grown Ups                           | 앰버 힐리아드     |            |
| 2011 | 써커 펀치                  | Sucker Punch                        | 앰버              |            |
| 2011 | 행오버 2                   | The Hangover Part II                | 로런              |            |
| 2012 | 프리미엄 러쉬              | Premium Rush                        | 니마              |            |
| 2012 | 철권을 가진 사나이         | The Man with the Iron Fists         | 레이디 실크       |            |
| 2012 | 에덴의 선택                | Eden                                | 에덴              |            |
| 2012 | 나이프 파이트              | Knife Fight                         | 커스틴            |            |
| 2013 | 행오버 3                   | The Hangover Part III               | 로런 프라이스     |            |
| 2014 | 플라이트 7500              | Flight 7500                         | 수지 리           |            |
| 2014 | 배드 존슨                  | Bad Johnson                         | 제이미            |            |
| 2014 | 씬 시티: 다크히어로의 부활 | Sin City: A Dame to Kill For        | 미호              |            |
| 2014 | 러덜리스                   | Rudderless                          | 리사 마틴         |            |
| 2014 | 빅 히어로                  | Big Hero 6                          | 고고 토마고       | 애니메이션 |
| 2015 | 만 하루와 변화             | A Year and Change                   | 팸                |            |
| 2015 | 홍콩은 언제나 내일         | It's Already Tomorrow in Hong Kong  | 루비              |            |
| 2016 | 내 루저 같은 친구들        | Flock of Dudes                      | 캐서린            |            |
| 2016 | 오피스 크리스마스 파티     | Office Christmas Party              | 메이건            |            |
| 2017 | 밴드 에이드                | Band Aid                            | 커샌드라 디아블라 |            |
| 2018 | 1985                       | 1985                                | 칼리              |            |
| 2020 | 위험한 거짓말들            | Dangerous Lies                      | 줄리아 바이런김   |            |
| 2021 | 배트맨: 용의 혼            | Batman: Soul of the Dragon          | 제이드 응우옌     | 애니메이션 |
| 2021 | 미스피츠                   | The Misfits                         | 바이올렛          |            |

### 텔레비전 드라마
| 연도      | 제목                        | 원제                          | 배역          | 비고                                 |
| --------- | --------------------------- | ----------------------------- | ------------- | ------------------------------------ |
| 2006      | 베로니카 마스               | Veronica Mars                 | 대시녀        | "Spit & Eggs" 에피소드               |
| 2007      | ER                          | ER                            | 진 김         | "Under the Influence" 에피소드       |
| 2007      | 우리 생애 나날들            | Days of Our Lives             | 코디 한       | 10회분 출연                          |
| 2007      | CSI: 뉴욕                   | CSI: NY                       | 미스티        | "One Wedding and a Funeral" 에피소드 |
| 2008      | 사무라이 걸                 | Samurai Girl                  | 헤븐 코고     | 미니시리즈                           |
| 2009      | 캐슬                        | Castle                        | 로미 리       | "Hedge Fund Homeboys" 에피소드       |
| 2012-16   | 원스 어폰 어 타임           | Once Upon a Time              | 뮬란          | 12회분 출연                          |
| 2010      | 그레이 아나토미             | Grey's Anatomy                | 티나 파이스   | "Adrift and at Peace" 에피소드       |
| 2014      | 빌리브                      | Believe                       | 재니스 채닝   | 주연                                 |
| 2015-현재 | 레지던트 어드바이저         | Resident Advisors             | 올리비아      | 7회분 출연                           |
| 2016      | 고담                        | Gotham                        | 밸러리 베일   | 6회분 출연                           |
| 2017-현재 | 빅 히어로                   | Big Hero 6: The Series        | 고고 토마고   | 주연                                 |
| 2017-19   | 더 기프티드                 | The Gifted                    | 블링크        | 주연                                 |
| 2019      | 셔우드                      | Sherwood                      | 로즈 트레프간 | 주연                                 |
| 2020      | 아콰피나는 퀸스에서 온 노라 | Awkwafina Is Nora from Queens | 젊은 할머니   | "Grandma & Chill" 에피소드           |
| 2020      | 디스 이즈 어스              | This is Us                    | 에이바        | "Honestly" 에피소드                  |
| 2020      | 러브크래프트 컨트리         | Lovecraft Country             | 지아          | 6회분 출연                           |
| 2021      | 스타워즈: 비전              | Star Wars: Visions            | 미사          | 애니메이션                           |
| 2021-22   | 덱스터: 새로운 피           | Dexter: New Blood             | 몰리 박       | 7회분 출연                           |
| 2023      | 석세션                      | Succession                    | 베스          | "Connor's Wedding" 에피소드          |

### 비디오 게임 성우
- 커맨드 앤 컨커: 레드 얼럿 3(2009) - 타카라 역
- 엑스맨: 데스티니(2011) - 아이미 요시다 역
- 데스티니 가디언즈(2018) - 아나 브레이 역
- 킹덤 하츠 III(2019) - 고고 토마고 역

### 예능 방송
- 리얼 월드: 샌디에이고(2004)
- 리얼 월드/로드 룰즈 챌린지: 더 인페르노 II(2005)